# Грубдиц
Гру́бдиц или Гру́бочицы (нем. Grubditz; в.-луж. Hruboćicyо файле) — деревня в Верхней Лужице, Германия. Входит в состав коммуны Кубшюц района Баутцен в земле Саксония. Подчиняется административному округу Дрезден.

## География
Располагается юго-восточнее Баутцена. В состав деревни входит также населённый пункт Ясеньца.
Соседние населённые пункты: на севере — деревня Сокольца, на северо-востоке — деревня Ясеньца (входит в состав Грубдица), на юге — деревня Бонецы коммуны Гроспоствиц и на юге — деревня Горня-Кина (входит в городские границы Баутцена).

## История
Впервые упоминается в 1419 году под наименованием Groptitz.
С 1936 по 1973 года входила в коммун Бинневиц и Мельтойер, с 1973 по 1994 года — в коммуну Енквиц . С 1974 года входит в современную коммуну Кубшюц.
В настоящее время деревня входит в состав культурно-территориальной автономии «Лужицкая поселенческая область», на территории которой действуют законодательные акты земель Саксонии и Бранденбурга, содействующие сохранению лужицких языков и культуры лужичан.
Исторические немецкие наименования.
- Groptitz, 1419
- Gropticz, 1473
- Grobtiz, 1486
- Kroptitz, 1532
- Gruptitz, Grubticz, 1557
- Grubtitz, Grubditz, Krobtitz, Krubtitz, 1816

## Население
Официальным языком в населённом пункте, помимо немецкого, является также верхнелужицкий язык.
Согласно статистическому сочинению «Dodawki k statisticy a etnografiji łužickich Serbow» Арношта Муки в 1884 году в деревне проживало 102 человека (из них — 99 серболужичан (97 %)).
Лужицкий демограф Арношт Черник в своём сочинении «Die Entwicklung der sorbischen Bevölkerung» указывает, что в 1956 году при общей численности в 470 человек серболужицкое население деревни составляло 26,2 % (из них верхнелужицким языком владело 100 взрослых и 23 несовершеннолетних).
| 1834 | 1871 | 1890 | 1910 | 1925 | 1939 | 1946 | 1950 | 1964 |
| ---- | ---- | ---- | ---- | ---- | ---- | ---- | ---- | ---- |
| 95   | 116  | 96   | 206  | 234  | 384  | 409  | 429  | 404  |

## Известные жители и уроженцы
- Юрий Мень (1727—1785) — лужицкий поэт и религиозный писатель